# 刘贤镇

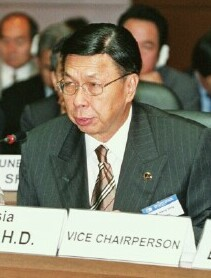
2003年的刘贤镇

丹斯里刘贤镇（英語：Law Hieng Ding，1935年10月4日—2018年12月25日）是马来西亚政治人物、人联党元老。1990年至2004年，他担任科学、工艺及环境部长。1982年至2008年间任泗里街国会议员。刘贤镇曾于2002年陪同时任首相马哈迪·莫哈末出访南极洲。
2018年12月25日，刘贤镇在吉隆坡双威私人医院逝世，享年82岁。其遗体于12月28日运返家乡诗巫。

## 家庭
刘贤镇和夫人魏顺莲育有3名孩子。

## 著作
- 《我的自传—追求诚信与公义》（2012年）